# Арегнадем
Арегнадем (арм. Արեգնադեմ) — село в Армении, Амасийском районе, Ширакской области.

## География
Арденис находится в 22 км от Грузии и в 7 км от Турции.
Расстояние до крупных городов
| Город  | Расстояние (км) |
| ------ | --------------- |
| Гюмри  | 20              |
| Ереван | 135             |

## Экономика
Население занимается скотоводством и земледелием.